# Mielopatia
La mielopatia descriu qualsevol dèficit neurològic relacionat amb la medul·la espinal. Quan es deu a un traumatisme, es coneix com a lesió medul·lar (aguda). Quan és inflamatòria, es coneix com a mielitis. La malaltia de naturalesa vascular es coneix com a mielopatia vascular. La forma més comuna de mielopatia en humans, la mielopatia cervical espondilòtica, també anomenada mielopatia cervical degenerativa és causada per artrosi (espondilosi) de la columna cervical, que produeixen un estrenyiment del canal vertebral (estenosi vertebral) que finalment provoca la compressió de la medul·la espinal.